# Стамблер, Илья
Илья Стамблер (англ. Ilia Stambler) — израильский исследователь и активист, специализирующийся на истории и социальном значении старения и исследовании этого процесса.

## Образование
Стамблер получил учёную степень PhD в Университете имени Бар-Илана, в Департаменте науки, технологии и общества. Его докторская диссертация была посвящена истории усилий по продлению жизни в двадцатом веке, она вылилась в комплексное исследование эволюции понимания и изучения старения.

## Карьера
Илья Стамблер является главным научным сотрудником и председателем израильской организации «Vetek (Seniority) Association — the Movement for Longevity and Quality of Life». Он также действительный член Департамента науки, технологии и общества Университета имени Бар-Ила́на.
Его исследования охватывают исторические, этические, политические и регуляторные аспекты старения и его исследования. Он также занимался математическим моделированием старения и болезней пожилого возраста.

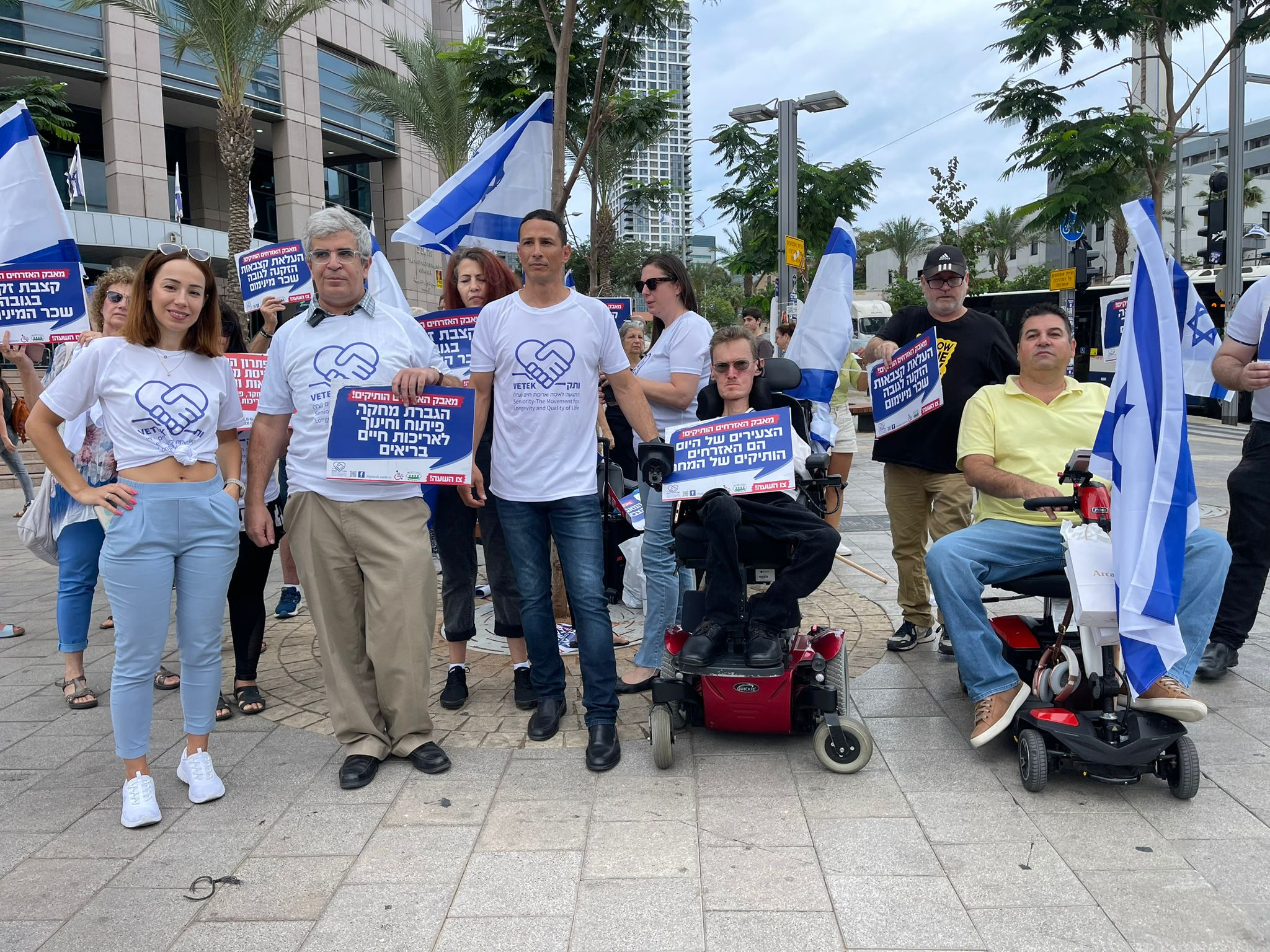
Стамблер во время пикета по случаю «Международного дня долголетия» в 2023

Стамблер активно занимается деятельностью по популяризации и продвижению исследований, направленных на продление жизни. Он является основателем и председателем «International Longevity Alliance» (ILA). Он занимает позиции члена исполнительного комитета в «International Society on Aging and Disease» (ISOAD), попечителя и директора в «Biogerontology Research Foundation» (BGRF). Стамблер является действительным членом Института этики и новых технологий (IEET) и директором по вопросам политики в «Global Healthspan Policy Institute» (GHPI). Стамблер является главным редактором и редактором в нескольких научных журналах.
Он инициировал и организовал несколько международных общественных и просветительских кампаний в сфере старения и его исследования, включая «День долголетия», «Месяц долголетия» и «День Мечникова», регулярно проводящиеся с 2013 года, а также серию национальных и международных конференций по старению, его исследованию и общественному продвижению данной темы. Он является автором и промоутером раздела «Расширение научных исследований, разработок и просвещения в сфере здорового долголетия и предотвращения болезней пожилого возраста» в рамках Национального генерального плана Израиля по проблемам старения, который был опубликован Кнессетом в 2019 году.

## Публикации
Стамблер является автором нескольких крупных публикаций, включая
- A History of Life-extensionism in the Twentieth Century[31][32][33]
- Longevity Promotion: Multidisciplinary Perspectives[34][35]